# Inverness Club
De Inverness Club is een golfclub in de Verenigde Staten. De club werd opgericht in 1903 en bevindt zich in Toledo, Ohio. De club beschikt over een 18-holes golfbaan en werd ontworpen door golfbaanarchitect Donald Ross.

## Golftoernooien
De club ontving meermaals verscheidene golftoernooien: US Open, US Amateur, US Senior Open en PGA Championship.

De lengte van de baan voor de heren is 6634 m met een par van 71. De course rating is 75,9 en de slope rating is 144.
- US Open: 1920, 1931, 1957 & 1979[4][8]
- Inverness Invitational Four-Ball: 1935-1942 & 1946-1953
- US Amateur: 1973[5][8]
- US Senior Open: 2003 & 2011[6][8]
- PGA Championship: 1986 & 1993[7][8]